# Glucogenina
La glucogenina (GYG) o glucogenina glucosiltransferasa (EC 2.4.1.186) es una enzima que cataliza la reacción de transferencia de glucosa desde la UDP-glucosa a la propia glucogenina o la glucogenina glucosilada.
UDP-α-D-glucosa + glucogenina {\displaystyle \rightleftharpoons } α-D-glucosilglucogenina + UDP
UDP-α-D-glucosa + (α-D-glucosil)n-glucogenina {\displaystyle \rightleftharpoons } (α-D-glucosil)n+1-glucogenina + UDP (siendo n = 4 - 15)
La glucogenina no es muy específica para el donante, también puede utilizar UDP-xilosa, CDP-glucosa y TDP-glucosa, pero no utiliza ADP-glucosa ni GDP-glucosa. De forma similar tampoco es muy específica para el aceptor, por ejemplo utiliza agua (hidrolizando la UDP-glucosa) entre otros.

## Función
Esta enzima es importante para la síntesis del glucógeno ya que la glucogenina glucosilada es el iniciador de la polimerización del glucógeno realizada por la glucógeno sintasa. La primera reacción de la glucogenina es catalizar su propia glucosilación, normalmente en un residuo tirosina específico de la proteína, si éste está libre. Si la tirosina es sustituida por treonina o fenilalanina la auto-glucosilación de la enzima se pierde pero su habilidad en realizar la reacción de transglucosilación intermolecular permanece. La glucogenina continúa glucosilando la glucosa-glucogenina hasta que se ha formado una cadena de glucosas (glucógeno) de entre 5 y 13 residuos. El alargamiento posterior del glucógeno es llevado a cabo por la glucógeno sintasa.

Figura 1. Cadena de glucosas unido a un residuo tirosina específico de la glucogenina.

## Isozimas
En el ser humano se conocen dos isozimas de la glucogenina.
- Glucogenina 1. GYG1.
- Glucogenina 2. GYG2. Se expresa preferentemente en el hígado, corazón y páncreas.[4]

El residuo tirosina específico para la auto-glucosilación es el Tyr-195 en la GYG1 y el Tyr-228 en la GYG2.

## Cofactor
Utiliza iones metálicos divalentes. Estos son requeridos para la auto-glucosilación. El manganeso es el más efectivo. La glucogenina se presenta como un homodímero que forma un complejo con la glucógeno sintasa.

## Relevancia clínica
Los defectos en GYG1 son causa la enfermedad de almacenamiento del glucógeno tipo 15 (GSD15). Es un desorden metabólico que resulta en:
- Debilidad muscular, asociada con la disminución de glucógeno en el músculo esquelético.
- Arritmia cardiaca, asociada con la acumulación de material anormal en el corazón.

El músculo esquelético muestra una predominancia marcada a los tirones lentos, fibras musculares oxidativas y proliferación mitocondrial.